# Krotit
Krotit ist ein äußerst selten vorkommendes Mineral aus der Mineralklasse der „Oxide und Hydroxide“ mit der chemischen Zusammensetzung CaAl2O4 und damit chemisch gesehen ein Calcium-Aluminium-Oxid.
Krotit kristallisiert im monoklinen Kristallsystem und konnte bisher nur in Form mikrokristalliner, farbloser und durchsichtiger Einschlüsse in einem Meteoriten entdeckt werden.

## Etymologie und Geschichte
Erstmals entdeckt wurde Krotit 2010 in einem kohligen Chondriten namens NWA 1934, der nahe der Stadt Rissani in der marokkanischen Provinz Errachidia niederging. Beschrieben wurde das Mineral durch Chi Ma, Anthony R. Kampf, Harold C. Connolly Jr., John R. Beckett, George R. Rossman, Stuart A. Sweeney Smith und Devin L. Schrader, die es nach dem Geochemiker Alexander N. Krot (* 1959) benannten. Das Mineral und dessen Name wurden noch im selben Jahr von der International Mineralogical Association (IMA) anerkannt.
Drei Dünnschliffe mit den Bezeichnungen „UA2169TS1“, „UA2169TS2“ und „UA2169TS3“ enthalten das Typmaterial des Minerals. Dünnschliff UA2169TS1 wird unter der Katalog-Nr. USNM 7590 im Smithsonian Institution in Washington, D.C. und das Co-Typmaterial (mit Krotitfragmenten des Dünnschliffs UA2169TS2) wird unter der Katalog-Nr. 63275 im Natural History Museum of Los Angeles County in South Los Angeles in den USA aufbewahrt.

## Klassifikation
Krotit wurde erst 2010 von der IMA als eigenständiges Mineral anerkannt. Eine genaue Gruppen-Zuordnung in der 9. Auflage der Strunz’schen Mineralsystematik ist daher bisher nicht bekannt, da die Systematik von der IMA zuletzt 2009 aktualisiert wurde.
Allerdings ist Krotit dimorph mit dem bereits seit 2006 bekannten Dmitryivanovit (CaAl2O4, IMA 2006-035) und kristallisiert wie dieses in monokliner Symmetrie, wenn auch mit leicht unterschiedlichen Gitterparametern. Dmitryivanovit wurde in die Klasse der Oxide mit dem Stoffmengenverhältnis von Metall : Sauerstoff = 3 : 4 und vergleichbare und dort in der Unterabteilung „Mit ausschließlich mittelgroßen Kationen“ eingeordnet, wo er als einziges Mitglied die unbenannte Gruppe 4.BB bildet. Aufgrund der engen Verwandtschaft wird Krotit daher voraussichtlich ebenfalls dort einsortiert.
Im zuletzt 2018 überarbeiteten und aktualisierten Lapis-Mineralienverzeichnis nach Stefan Weiß, das sich aus Rücksicht auf private Sammler und institutionelle Sammlungen noch nach der klassischen, wenn auch veralteten Klassifikationsform von Karl Hugo Strunz in der 8. Auflage richtet, erhielt das Mineral die System- und Mineral-Nr. IV/B.09-07. In der „Lapis-Systematik“ entspricht dies der Klasse der „Oxide und Hydroxide“ und dort der Abteilung „Oxide mit dem Verhältnis Metall : Sauerstoff = 3 : 4 (Spinelltyp M3O4 und verwandte Verbindungen)“, wo Krotit zusammen mit Dmitryivanovit und Grossit eine eigenständige, aber unbenannte Gruppe bildet.

## Kristallstruktur
Krotit kristallisiert monoklin in der Raumgruppe P21/n (Raumgruppen-Nr. 14, Stellung 2) mit den Gitterparametern a = 8,6996(3) Å; b = 8,0994(3) Å; c = 15,217(1) Å und β = 90,188(6)° sowie 12 Formeleinheiten pro Elementarzelle.

## Bildung und Fundorte
Krotit tritt an seinem ersten Fundort, dem marokkanischen Meteoriten NWA 1934, als Kern eines eiförmigen Calcium-Aluminium-reichen Einschlusses (CAI) von 2,75 mm × 4,5 mm Größe auf, der von Olivin umschlossen ist. Der Einschluss enthält neben Krotit kleine Mengen Perowskit, Gehlenit, Hercynit, Hexamolybdän und Chlormayenit in feinen Äderchen und Einschlüssen. Umgeben ist der Einschluss von einem Rand aus Grossit, Hibonit und Spinell, Gehlenit und einer äußeren Lage aus aluminiumreichen Diopsid.
Der Meteorit und das darin enthaltene Mineral Krotit entstanden vermutlich vor mehr als 4,5 Milliarden Jahren durch Kondensation oder Kristallisation aus einer Schmelze im jungen solaren Nebel, der sich aus der Urwolke kondensiert hatte. Krotit ist damit eines der ältesten bekannten Mineralen im Sonnensystem.
Außer an seiner Typlokalität konnte das Mineral bisher (Stand 2019) nur an einem weiteren Fundort entdeckt werden und zwar im Magmatischen Komplex Rakefet im Karmel-Gebirge im Norden Israels.